# Pharmacotechnie
La pharmacotechnie est une discipline pharmaceutique qui s’intéresse aux techniques de conception d'un médicament qui suivent l'extraction ou synthèse du principe actif et qui vont jusqu'à la forme finale la plus facilement administrable au patient. Elle est subdivisée en plusieurs sous-familles, comme la formulation pharmaceutique, la galénique ou encore la biopharmacie.
Elle comprend notamment l'étude de ces différents procédés (par ordre approximatif dans la conception d'un médicament) :
- Purification
- Filtration
- Dessication
- Lyophilisation
- Dilution
- Pulvérisation
- Granulation
- Stérilisation
- Tamisage
- Compression
- Enrobage
- Préparation magistrale
- Homéopathie